# 1894 az irodalomban
Az 1894. év az irodalomban.

## Események
- Budapesten megindul az Új Idők című szépirodalmi képes hetilap, szerkesztője Herczeg Ferenc. A lap 1944-ig állt fenn és a legnagyobb szépirodalmi hetilappá vált.

## Megjelent új művek
- Sólem Aléchem regénye: Tóbiás, a tejesember (Tevje der milhiger), ennek nyomán készült a Hegedűs a háztetőn (Fiddler on the Roof) című musical és film[1]
- Gabriele D’Annunzio regénye: Il trionfo della morte (A halál diadala)
- Anton Csehov elbeszélései:
  - A fekete barát (Чёрный монах)
  - Rothschild hegedűje (Скрипка Ротшильда)
  - A diák (Студент)
- Arthur Conan Doyle 1892-es bűnügyi novelláskötetének folytatása: Sherlock Holmes emlékiratai (The Memoirs of Sherlock Holmes)
- Grazia Deledda olasz írónő novelláskötete: Racconti sardi (Szárd elbeszélések)[2]
- Elkezdődik Theodor Fontane regénye, az Effi Briest publikálása folytatásokban (1894–1895)
- Anatole France regénye: A vörös liliom (Le Lys rouge)
- Knut Hamsun norvég író regénye: Pán (Pan)
- Rudyard Kipling világhírű novellagyűjteménye: A dzsungel könyve (The Jungle Book)
- George Augustus Moore ír költő, író, drámaíró, esszéista naturalista regénye: Esther Waters[3]
- Bolesław Prus regénye: Emancypantki (Az emancipáltak)
- Jules Renard francia író kisregénye: Csutak úrfi (Poil de carotte)
- Stendhal befejezetlen nagy regénye, a Vörös és fehér (Lucien Leuwen) több mint fél évszázaddal az író halála után jelenik meg
- Hermann Sudermann német író regénye: Es war (Egyszer volt)
- Mark Twain újabb ifjúsági regénye: Tom Sawyer léghajón (Tom Sawyer Abroad)
- Ivan Vazov bolgár író fő műve: Iga alatt (Под игото), történelmi regény
- Jules Verne regénye: Antifer mester csodálatos kalandjai (Mirifiques Aventures de maître Antifer)

### Költészet
- Konsztantyin Dmitrijevics Balmont orosz költő: Északi ég alatt (Под северным небом), az első orosz szimbolista verseskötet[2]

### Dráma

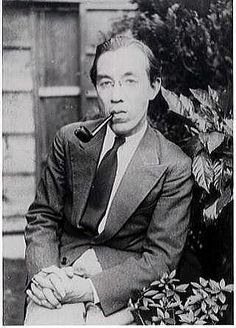
Nisivaki Dzsunzaburó

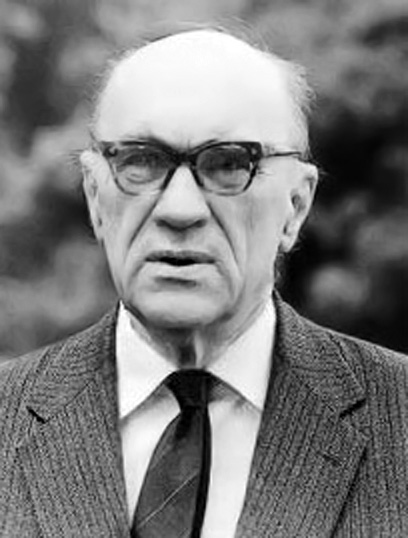
Jarosław Iwaszkiewicz

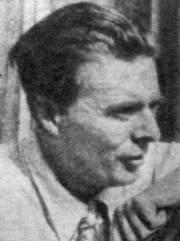
Aldous Huxley

Déry Tibor

- Edmond Rostand első sikerét aratja A regényesek (Les romanesques) című verses színművének bemutatójával
- Victorien Sardou drámája: Gismonda, bemutató
- George Bernard Shaw színdarabja: Arms and the Man (Fegyverek és férfiak), bemutató[2]

### Magyar nyelven
- Herczeg Ferenc:
  - Simon Zsuzsa (regény)
  - Napnyugati mesék (novellák)
- Tolnai Lajos művei:
  - A mi fajunk, regény
  - A sötét világ, önéletrajz

## Születések
- január 20. – Nisivaki Dzsunzaburó japán költő, kritikus, a 20. századi japán költészet és költészetelmélet egyik legnagyobb alakja († 1982)
- február 20. – Jarosław Iwaszkiewicz lengyel író, költő, drámaíró († 1980)
- május 27. – Louis-Ferdinand Céline francia író, orvos († 1961)
- május 27. – Dashiell Hammett amerikai krimiíró († 1961)
- július 13. – Iszaak Babel orosz, szovjet író, drámaíró, forgatókönyvíró († 1940)
- július 26. – Aldous Huxley brit író, költő és filozófus; leghíresebb regénye a Szép új világ († 1963)
- szeptember 2. – Joseph Roth osztrák (galíciai) zsidó író († 1939)
- szeptember 9. – Gulácsy Irén írónő († 1945)
- szeptember 13.  – Julian Tuwim lengyel költő, a két világháború közti lengyel irodalom egyik legnépszerűbb költője († 1953)
- október 14. – Földi Mihály orvos, író, kritikus, lapszerkesztő († 1943)
- október 17. – Pablo de Rokha chilei költő († 1968)
- október 18. – Déry Tibor regényíró, elbeszélő, költő († 1977)

## Halálozások
- április 12. – Ludwig Pfau német költő, író (* 1821)
- május 16. – Kitamura Tókoku japán költő, esszéista (* 1868)
- július 18. – Leconte de Lisle francia költő, a parnasszizmus egyik fő képviselője (* 1818)
- október 9. – Justh Zsigmond regényíró (* 1863)
- december 3. – Robert Louis Stevenson skót regényíró, az ifjúsági irodalom kimagasló alakja (* 1850)